# While My Guitar Gently Weeps
《当我的吉他轻轻地哭泣》是一首披头士乐队的歌曲，由乔治·哈里森所作，被收录于1968年的专辑《The Beatles》（俗称为“白色专辑”）中。这首歌的主音吉他独奏是由埃里克·克莱普顿演奏，尽管在专辑中没有正式署他的名字。

## 参与人员
- 乔治·哈里森 – 双轨录制的主唱、背景和声、节奏吉他
- 保罗·麦卡尼 – 和声、贝斯、钢琴、哈蒙德风琴（英语：Hammond organ）
- 约翰·藍侬 – 电吉他
- 林戈·斯塔尔 – 架子鼓、铃鼓、響板
- 埃里克·克莱普顿 – 主音吉他

人员依据Ian MacDonald

## 外部連結
- 專輯《The Beatles》版本的《While My Guitar Gently Weeps》 （页面存档备份，存于）
- 收錄在《Anthology 3》的《While My Guitar Gently Weeps》樣本 （页面存档备份，存于）
- 《While My Guitar Gently Weeps》的音樂錄影帶 （页面存档备份，存于）